# Arzneimittel- und Wirkstoffherstellungsverordnung
Die Arzneimittel- und Wirkstoffherstellungsverordnung – AMWHV ist eine Durchführungsverordnung des Arzneimittelgesetzes (AMG) in Deutschland.

## Zielsetzung
Die AMWHV regelt die Anwendung einer „Guten Herstellungspraxis“ (GMP) bzw. einer „Guten fachlichen Praxis“ bei der Herstellung von Arzneimitteln und Arzneistoffen und setzt inhaltlich die in den Teilen I und II des GMP-Leitfadens für Human- und Tierarzneimittel der Europäischen Union festgelegten Grundsätze und Leitlinien um. Die AMWHV trat im November 2006 in Kraft und ersetzte die bis dahin geltende Betriebsverordnung für pharmazeutische Unternehmer (PharmBetrV). Ein wesentlicher Unterschied zur  PharmBetrV ist, dass die AMWHV auch alle Hersteller und Händler von Arzneistoffen, also Wirkstoffen die zur Herstellung von Arzneimitteln bestimmt sind, erfasst.

## Gesetzliche Grundlage
Die Verordnung leitet sich aus der Verordnungsermächtigung in § 54 Abs. 1 des Arzneimittelgesetzes ab. § 54 Abs. 2 nennt die insbesondere zu regelnden Punkte.

## Inhalte
Die AMWHV ist in sieben Abschnitte gegliedert.
- Abschnitt 1 regelt den Anwendungsbereich der Verordnung.
- Abschnitt 2 enthält allgemeine Anforderungen an den Betrieb bzw. die Einrichtung: so unter anderem an Personal, Betriebsräume, Ausrüstung, Hygienemaßnahmen, Lagerung, Dokumentation und Qualitätsmanagementsystem.
- Für Arzneimittel, Blutprodukte und andere Blutbestandteile sowie Produkte menschlicher Herkunft enthält der Abschnitt 3, für Wirkstoffe nicht menschlicher Herkunft der Abschnitt 4 Vorschriften, die die Herstellung, Prüfung, Kennzeichnung, Freigabe, das Inverkehrbringen, die Einfuhr, Rückstellmuster, Beanstandungen und Rückrufe sowie die Aufbewahrung der Dokumentation betreffen.
- Abschnitt 5 enthält ergänzende Regelungen für Fütterungsarzneimittel und Blutspendeeinrichtungen, ferner Sondervorschriften für Entnahme- und Gewebeeinrichtungen sowie für Gewebespenderlabore.
- Abschnitt 6 definiert Ordnungswidrigkeiten, in Abschnitt 7 finden sich Übergangs- und Schlussbestimmungen.